# José Luis Malo de Molina
José Luis Malo de Molina y Martín-Montalvo (Santa Cruz de Tenerife, 17 de marzo de 1950-28 de febrero de 2024)fue un economista y profesor universitario español. Jefe de estudios monetarios y financieros del Banco de España.

## Biografía
Nacido en 1950 en Santa Cruz de Tenerife. Tras licenciarse y doctorarse en Ciencias Económicas en la Universidad Complutense de Madrid, con sendos premios extraordinarios, desarrolló su carrera docente como profesor de Economía en dicha Universidad hasta 1986. En el campus de Somosaguas coincidió con Luis Angel Rojo, que por aquél entonces ya era un alumno aventajado y le inició en la Economía.
Malo de Molina trabajó en el Banco de España durante casi cuarenta años (1982-2019) ocupando diversos cargos: economista del Servicio de Estudios (1982), subjefe y jefe de Estudios Monetarios y Financieros (1987-1992), y director general del Servicio de Estudios —actualmente Dirección General de Economía y Estadística— (1992-2015). Desde este puesto, impulsó el prestigio de dicho departamento, convirtiéndolo en uno de los centros de análisis económico y financiero con mayor reconocimiento en España; y en un foco de atracción de talento para varias generaciones de economitas, que contribuyeron a consolidar el papel del Banco de España en el ámbito económico nacional e internacional.
También tuvo un papel destacado en la adaptación económica de España a la Unión Europea, tras su ingreso (1 de enero de 1986), y particularmente en su integración en el Sistema Europeo de Banco Centrales.
José Luis fue presidente del Comité Científico de la Fundación de Estudios de Economía Aplicada (FEDEA) y miembro de su Patronato (1992); presidente de la Ponencia del Plan Estadístico Nacional (2005-2008); miembro del grupo de expertos nombrado por el Gobierno español (1987) para el estudio de los problemas del desempleo en la economía española; miembro suplente  del Consejo de Gobierno del Banco Central Europeo desde su creación (1998), y presidente de su Comité de Presupuestos (2011).
Finalmente pasó a ser asesor para Asuntos Monetarios y Financieros Europeos en la Representación Permanente de España ante la Unión Europea (Bruselas).
Falleció a los 73 años el 28 de febrero de 2024.